# Nabokovia
Nabokovia es un género neotropical de mariposas, nombrado por Arthur Francis Hemming en honor de Vladimir Nabokov, que estudió exhaustivamente la subfamilia Polyommatinae.

## Especies
Algunas especies son:
- Nabokovia ada
- Nabokovia cuzquenha
- Nabokovia faga (Dognin 1895)[3]